# Countess Diamond
Harper Thornhill (Bristol, 1989 ou 1990), mais conhecida como Countess Diamond, é uma dominatrix financeira.

## Vida pessoal
Harper é casada e tem dois filhos. Apesar da profissão, ela declara que o sexo com seu marido é "surpreendentemente baunilha".

## Dominação
Countess Diamond iniciou seu trabalho em 2016 no OnlyFans. Atingiu o pico de seu sucesso em 2020, durante a pandemia de COVID-19. Em 2020, Diamond ganhou o UK Fetish Awards na categoria "melhor produtor fetichista" pelo vídeo Dommes in Cars. Ela também trabalha em outras plataformas, como o Adultwork, e faz sucesso no TikTok onde, entre outros tipos de material, publica a Kinky Kitchen, onde usa seus instrumentos de BDSM para cozinhar. Ela trabalha com duas assistentes, que a ajudam a postar nas redes sociais.
Ela é uma findom conhecida por cuidar do dinheiro de banqueiros e empresários submissos. Entre suas atividades está a restrição a contas bancárias, controle de gastos e decisões financeiras. Porém, ela considera seu estilo de dominação "ética", e faz com que seus submissos paguem dívidas, pensões, guardem dinheiro para seus filhos e parceiros e corte gastos desnecessários. Seu serviço mais popular é o "pagamento de dívidas", onde o submisso deve fazer pagamentos estipulados pelo contrato para o "Banco Countess Diamond".

## Opiniões
Diamond é uma militante dos direitos dos trabalhadores do sexo. Entre as ideias que defende, está da regulação de filmes pornográficos com um logotipo para estúdios que foram aprovados pelos trabalhadores. Ela também defende a criação de um sistema de proteção para iniciantes por indivíduos mais bem-sucedidos na indústria.
Ela acredita que ter relações com uma boneca sexual possa condicionar o indivíduo a replicar ações não-éticas em trabalhadoras do sexo por condicionamento, e que esses indivíduos podem ter dificuldade em aprender sobre consentimento. Apesar disso, elogiou inciativas como o Cybrothel.